# Dienerium
| Serie      | Stufe     | Unterstufe   | ≈ Alter (mya) |
| ---------- | --------- | ------------ | ------------- |
| höher      | höher     | höher        | jünger        |
| Untertrias | Olenekium | Spathium     | 249,2–247,2   |
| Untertrias | Olenekium | Smithium     | 251,2–249,2   |
| Untertrias | Indusium  | Dienerium    | 251,6–251,2   |
| Untertrias | Indusium  | Griesbachium | 251,9–251,6   |
| tiefer     | tiefer    | tiefer       | älter         |

Dienerium (engl. Dienerian, im deutschen Sprachgebrauch auch nur Diener oder Diener-Stufe) ist in der Erdgeschichte die obere Unterstufe des Indusium, der untersten Stufe der Trias. Sie folgt auf das Griesbachium, der unteren Unterstufe des Indusium und wird vom Smithium, der unteren Unterstufe des Olenekiums abgelöst.

## Begriffsgeschichte
Das Dienerium ist nach dem Diener Creek im nordwestlichen Teil von Ellesmere Island benannt. Dieser Bach ist wiederum nach Carl Diener benannt, einem österreichischen Paläontologen, der vor allem in den Alpen und lange Jahre in Indien gearbeitet hat. Stufe und Name wurden von Edward Timothy ("Tim") Tozer 1965 vorgeschlagen.

## Definition, absolute Datierung, Korrelation und Untergliederung
Der Beginn bzw. die Untergrenze des Dienerium ist durch das Ersteinsetzen der Ammonitenfamilie Gyronitidae definiert. Die Obergrenze wird durch das Erstauftreten der Conodonten-Art Neospathodus waageni und der Ammoniten-Gattungen Flemingites und Euflemingites markiert. Sie liegt nahe dem Erstauftreten der Ammoniten-Arten Hedenstroemia hedenstroemi und Meekoceras gracilitatis. Diese Grenze ist zugleich auch die Untergrenze der Smithium-Unterstufe und der Olenekium-Stufe und der Mitteltrias-Serie.
Das erdgeschichtliche Zeitintervall des Dieneriums wird geochronologisch auf 250,4 bis 249,7 ±0,7 Millionen Jahre vor heute datiert.
Bereits Tozer deutete 1974 an, dass Dienerium und Smithium in anderen Regionen als der kanadischen Arktis schwierig zu trennen ist. Guex (1978) schlug deshalb vor Dienerium und Smithium zusammenzufassen und eine neue Stufe dafür einzuführen, das Nammalium.
Das Dienerium wird im borealen Bereich in zwei Ammonitenzonen unterteilt:
- Vavilovites sverdrupi
- Proptychites candidus

Im tethyalen Bereich sind es drei Ammonitenzonen
- Rohillites rohilla
- Gyronites frequens
- Pleurygonites planidorsatus

## Belege